# مندوب الليل (فلم)
مندوب الليل هو فلم سعودي أنتج عام 2023، من إخراج علي الكلثمي وبطولة الممثل محمد الدوخي، وإنتاج شركة تلفاز 11 بدعم من «مؤسسة مهرجان البحر الأحمر السينمائي».
وقد حقق الفلم منذ طرحه بداية ديسمبر 2023 حتى 14 مارس 2024، إيرادات بلغت 28.3 مليون ريال (7.57 مليون دولار) لـ614 ألف تذكرة مباعة، وفقاً لبيانات الهيئة العامة لتنظيم الإعلام.

## القصة
«فهد القضعاني شاب ثلاثيني أعزب مُضطرب، يتوه وحيداً مهموماً كل ليلة في زحمة الرياض. فقدان العاطفة وضياع الوظيفة وتوصيل الطلبات، تدفعه كلّها للتخلّي عن مبادئه في عالم لا يفقه فيه شيئاً».

## مهرجان تورنتو السينمائي الدولي
كان العرض العالمي الأول للفلم في مهرجان تورونتو السينمائي الدولي، في قسم (ديسكفري) الذي انطلق منه مخرجون عالميون عديدون، من بينهم المخرج كريستوفر نولان.

## طاقم التمثيل
- محمد الدوخي.[7]
- محمد الطويان.
- محمد القرعاوي.
- سارة طيبة.
- هاجر الشمري.
- فهد بن سالم.[8]

## الجوائز
- جائزة «الوهر الذهبي» لأفضل فلم عربي روائي طويل من مهرجان وهران الدولي للفلم العربي، 2024م.[9]
- الجائزة الكبرى من مهرجان «آسيا وورلد فلم فيستيڤال» في لوس أنجلوس، 2024م.[10]

## روابط خارجية
- مندوب الليل على موقع IMDb (الإنجليزية)
- مندوب الليل على موقع نتفليكس (الإنجليزية)
- مندوب الليل على موقع قاعدة بيانات الفيلم (الإنجليزية)
- مندوب الليل على موقع ليتربوكسد (الإنجليزية)